# 18984 Olathe
18984 Olathe este un asteroid din centura principală de asteroizi.

## Descriere
18984 Olathe este un asteroid din centura principală de asteroizi. A fost descoperit pe 2 septembrie 2000 la Olathe (Kansas) de Larry Robinson (astronom). Asteroidul prezintă o orbită caracterizată de o semiaxă mare de 3,25 ua, o excentricitate de 0,03 și o înclinație de 14,1° în raport cu ecliptica.